# Haas VF-20
La Haas VF-20 è una vettura da Formula 1 realizzata dalla Haas per prendere parte al Campionato mondiale di Formula 1 2020.

## Livrea

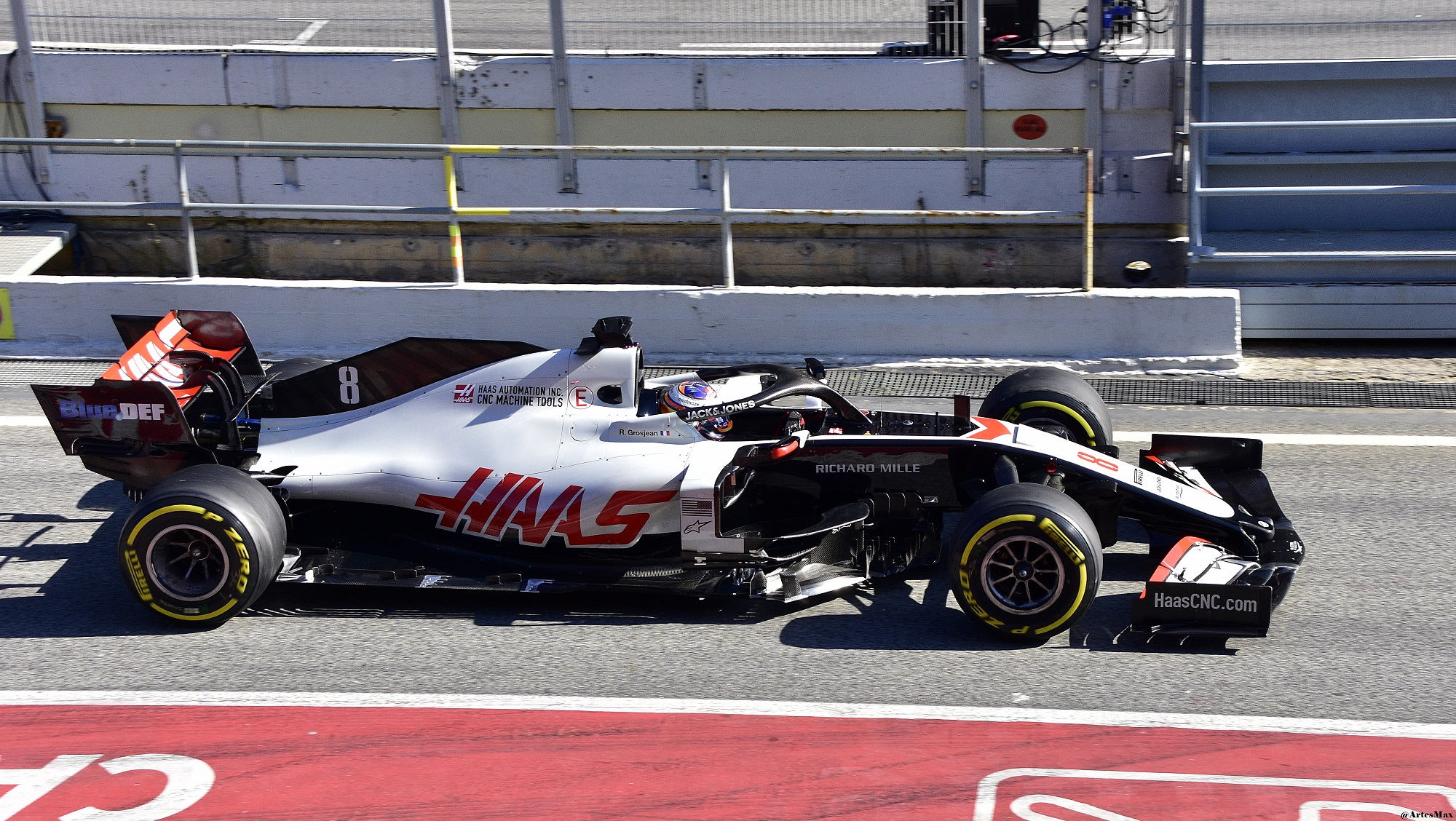
Vista laterale.

La livrea della VF-20, presentata il 6 febbraio 2020, riprende lo schema simile a quello della VF-18, con il colore bianco a farla da padrone sul cofano motore, abbinato al rosso e al nero nel resto della carrozzeria: il motivo principale di questo ritorno al passato è stato la definitiva scissione del contratto con lo sponsor Rich Energy, avvenuta nel corso dell'anno precedente.

## Caratteristiche
La vettura 2020 è un'evoluzione piuttosto spinta rispetto alla deludente VF-19. Sull'ala anteriore si è cercato di accentuare il concetto outwash, e gli upperflap, nella parte discendente, presentano una svergolatura notevole; gli endplate presentano un marciapiede derivato dalla Ferrari SF90 del 2019.

## Carriera agonistica

### Test
I piloti chiamati a guidare la vettura durante le sei differenti giornate di test sono i due piloti titolari per la stagione, Kevin Magnussen e Romain Grosjean. Alla fine della prima giornata di test, il pilota danese con un tempo di 1'18"466 con gomme medie C3 si piazza al quattordicesimo posto, davanti al solo Antonio Giovinazzi. Durante la seconda giornata, con il pilota francese alla guida, la scuderia si posiziona undicesima, davanti ad Esteban Ocon su Renault e Valtteri Bottas su Mercedes. La terza ultima giornata della prima sessione di test vede i due piloti alternarsi alla guida, con Grosjean e Magnussen che si posizionano rispettivamente al dodicesimo e sedicesimo posto. La seconda settimana si apre con Grosjean che, con un tempo di 1'18"670 con gomme medie C3, si piazza sedicesimo. Il giorno dopo Magnussen si posiziona nono, mentre l'ultima giornata vede i due piloti, alternatosi al volante della monoposto, concludere con gomme morbide C4 fuori dalla top ten: il francese undicesimo ed il danese tredicesimo.

### Stagione

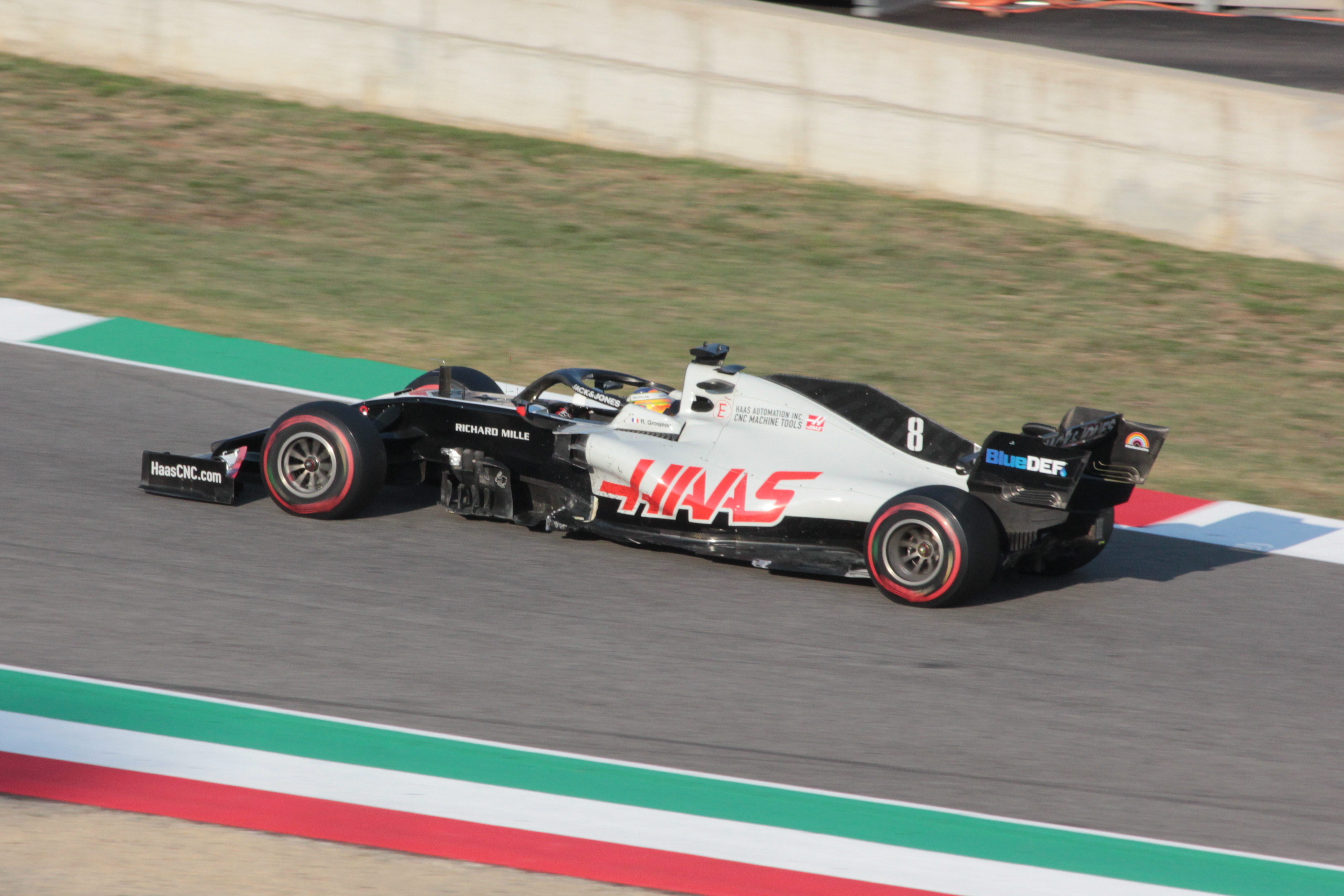
Grosjean alla guida della VF-20 durante il Gran Premio della Toscana.

La vettura si dimostra in netto calo rispetto alla stagione precedente, poco competitiva e quasi sempre lontana dalla zona punti. Questo è causato anche dal depotenziamento del motore Ferrari rispetto al 2019, che mette in evidenza tutti i limiti del telaio. La monoposto riesce a ottenere solo 3 punti durante l'intero arco della stagione: uno all’Hungaroring con Kevin Magnussen (una penalità dalla nona posizione lo spostò in decima), e due al Nurburgring con Romain Grosjean. In Ungheria ciò viene reso possibile dalla strategia adottata dal team americano: nonostante la pista ancora umida, al termine del giro di ricognizione le due Haas rientrano ai box per montare gomme da asciutto. Ciò permette alle due vetture di ottenere un vantaggio sul resto del gruppo, che passa al cambio gomme nel corso dei giri successivi. Inoltre, la VF-20 di Grosjean al Gran Premio del Bahrein è protagonista di un incidente spettacolare: durante la prima tornata, a causa di un contatto con l'AlphaTauri di Daniil Kvjat, l’auto colpisce la barriera quasi ortogonalmente, per poi successivamente penetrare il guard rail e spezzarsi in due, prendendo immediatamente fuoco per via d'una perdita di carburante dovuta alla rottura del serbatoio. Il pilota, sottoposto ad una decelerazione di 53 g, rimane miracolosamente illeso a parte qualche ustione non grave.
Negli ultimi due Gran Premi al posto del convalescente Grosjean viene schierato il pilota di riserva, il debuttante Pietro Fittipaldi, che colleziona un diciassettesimo ed un diciannovesimo posto. A fine campionato la Haas conferma il deludente nono posto della stagione precedente.

## Piloti
| Piloti ufficiali       | Piloti ufficiali  | Piloti ufficiali |
| Nazione                | Nome              | Numero           |
| ---------------------- | ----------------- | ---------------- |
| Francia (bandiera)     | Romain Grosjean   | 8                |
| Brasile (bandiera)     | Pietro Fittipaldi | 51               |
| Danimarca (bandiera)   | Kevin Magnussen   | 20               |
| Piloti di riserva      |                   |                  |
| Nazione                | Nome              | Numero           |
| Svizzera (bandiera)    | Louis Delétraz    | Louis Delétraz   |
| Regno Unito (bandiera) | Callum Ilott      | Callum Ilott     |
| Russia (bandiera)      | Robert Švarcman   | Robert Švarcman  |
| Germania (bandiera)    | Mick Schumacher   | 47               |

## Risultati in Formula 1
| Anno | Team         | Motore  | Gomme | Piloti     |     |    |    |     |     |    |    |     |     |    |    |    |     |     |     |     |     | Punti | Pos. |
| ---- | ------------ | ------- | ----- | ---------- | --- | -- | -- | --- | --- | -- | -- | --- | --- | -- | -- | -- | --- | --- | --- | --- | --- | ----- | ---- |
| 2020 | Haas F1 Team | Ferrari | P     | Grosjean   | Rit | 13 | 16 | 16  | 16  | 19 | 15 | 12  | 12  | 17 | 9  | 17 | 14  | Rit | Rit | INF | INF | 3     | 9º   |
| 2020 | Haas F1 Team | Ferrari | P     | Fittipaldi |     |    |    |     |     |    |    |     |     |    |    |    |     |     |     | 17  | 19  | 3     | 9º   |
| 2020 | Haas F1 Team | Ferrari | P     | Magnussen  | Rit | 12 | 10 | Rit | Rit | 15 | 17 | Rit | Rit | 12 | 13 | 16 | Rit | 17  | 17  | 15  | 18  | 3     | 9º   |

| Legenda | 1º posto     | 2º posto | 3º posto    | A punti         | Senza punti/Non class.  | Grassetto – Pole position Corsivo – Giro più veloce |
| Legenda | Squalificato | Ritirato | Non partito | Non qualificato | Solo prove/Terzo pilota | Grassetto – Pole position Corsivo – Giro più veloce |